# День бухгалтера та аудитора
День бухгалтера та аудитора — професійне свято в Україні. Відзначається щорічно 16 липня з 2004 року. Дата святкування вибрана на честь дня прийняття Закону України «Про бухгалтерський облік та фінансову звітність в Україні» (16 липня 1999 року). «День бухгалтера та аудитора» Указ Президента України від 20.04.2018 № 103/2018.

## Історія свята
Свято встановлено в Україні «…ураховуючи значний внесок працівників бухгалтерських служб у розвиток фінансово-господарської діяльності підприємств, установ і організацій, зростання національної економіки…» згідно з Указом Президента України «Про День бухгалтера» від 18 червня 2004 р. № 662/2004. «День бухгалтера та аудитора» Указ Президента України від 20.04.2018 № 103/2018.

## Святкування в інших країнах
- Киргизстан: день бухгалтера відзначається 20 липня
- Казахстан — 6 жовтня
- Молдова — 4 квітня